# Stockstadt am Main

Đơn vị cấu thành

Stockstadt am Main (chính thức: Stockstadt a.Main ) là một phố chợ  nằm ở huyện Aschaffenburg thuộc vùng hành chính Unterfranken, bang Bayern, Đức. Nơi đây có dân số khoảng 8.000 người (2020). 

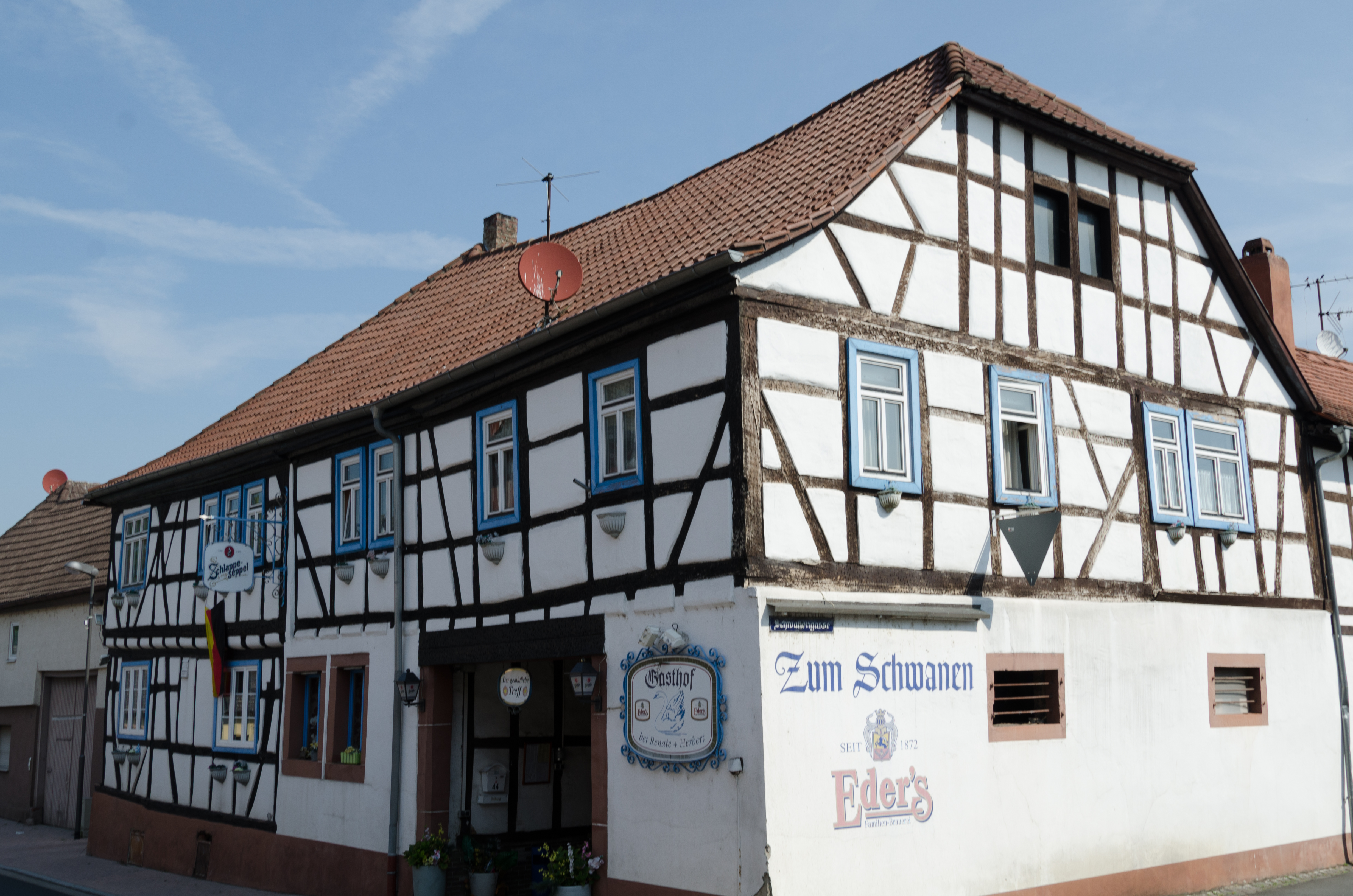
Stockstadt am Main